# 바위물우산대이끼속
바위물우산대이끼속(Calycularia)은 리본이끼목에 속하는 우산이끼류 속의 하나이다. 바위물우산대이끼과(Calyculariaceae)의 유일속이다. 이전에는 알리소니아과로 분류했다. 2종을 포함하고 있다.

## 하위 종
- Calycularia crispula
- Calycularia laxa